# Christian Papeians de Morchoven
Pour les articles homonymes, voir Papeians de Morchoven (homonymie).
 (mars 2022).
François Papeians de Morchoven dit van der Strepen, de son nom d'ecclésiastique Père Christian, était un moine bénédictin, écrivain, professeur et historiographe belge, né en 1924 à Bruges et mort en 2008.

## Œuvres
- Le Moyen-Âge (Tome I), Arts & Civilisations/Artis Historia, 1991.
- Le Moyen-Âge (Tome II), Arts & Civilisations/Artis Historia, 1991.
- La Renaissance, Arts & Civilisations/Artis Historia, 1994.
- La Grèce, Les grandes civilisations/Artis Historia, 1996.
- Rome, Arts & Civilisations/Artis Historia, 1996.
- Les splendeurs du Baroque, Artis Historia, 1999. illustrations par Marc Barbay.
- Abbayes d'Europe, Artis Historia, 2000. Illustrations par Alain Schroeder[1].